# 이영숙 (육상 선수)
이영숙(1965년 12월 16일 ~ )은 대한민국의 육상감독이자, 전 육상선수이다.
1994년에 기록한 11.49는 20년이 넘게 한국기록으로 남아있다.

## 학력
- 이화여자대학교

## 경력
- 2010년 안산시청 육상선수단 감독
- 2004년 안산시청 육상선수단 코치
- 안산시청 육상선수단 선수
- 울산시청 선수

## 수상 경력
- 1994년 토토 국제슈퍼육상대회 여자 100m 3위
- 1981년 제4회 아시아육상경기선수권대회 여자 4x100m 3위

## 같이 보기
- 여자 100m 달리기 대한민국 기록 추이